# Ratnasiri Wickremanayake
Ratnasiri Wickremanayake (en cingalés: රත්නසිරි වික්‍රමනායක, en tamil: ரத்னசிறி விக்கிரமநாயக்க; 5 de mayo de 1933-27 de diciembre de 2016) fue un político esrilanqués, primer ministro de su país desde el 19 de noviembre de 2005 hasta el 21 de abril de 2010.
Al ser Sri Lanka una república presidencialista, Wickremanayake fue nombrado por el presidente, Mahinda Rajapaksa, el 21 de noviembre de 2005. Anteriormente ya había ocupado el cargo de primer ministro, de 2000 a 2001, siendo nombrado en esa ocasión por Chandrika Kumaratunga.